# راي بريدغمان
راي بريدغمان هي كاتِبة وكاتبة للأطفال كندية، ولدت في 1950.